# Dromaius novaehollandiae diemenensis
Sous-espèce
Statut de conservation UICN

 EX  : Éteint
Dromaius novaehollandiae diemenensis est une sous-espèce aujourd'hui disparue de l'Émeu d'Australie.

## Répartition
Il vivait en Tasmanie où il s'est trouvé isolé à la fin du Pléistocène par suite de l'apparition du détroit de Bass.

## Taxinomie
Contrairement aux autres émeus insulaires, l'Émeu noir (de l'île King) (D. n. ater) et l'Émeu de Baudin (de l'île de Kangaroo Island) (D. n. baudinianus), sa population était importante, ce qui signifie qu'il n'y a pas eu d'effets marqués comme dans les deux autres petites populations insulaires. Aussi, D. n. diemenensis n'a pas évolué au point qu'il puisse être considéré comme une espèce distincte et même son statut de sous-espèce est loin d'être universellement accepté dans la mesure où les caractères utilisés pour le distinguer de l'Émeu d'Australie — une gorge blanchâtre au lieu de noire et un cou déplumé — sont également présents, quoique rarement, chez certains oiseaux continentaux. Aujourd'hui, on ne le connaît plus que par ses os, les peaux qui existaient ont été perdues.

## Disparition
D. n. diemenensis, comme l'émeu d'Australie, a été chassé comme animal nuisible. En outre, la pratique de mettre le feu aux prairies et broussailles pour l'agriculture a privé les oiseaux de leur habitat. On sait qu'en 1838, deux spécimens de peau avaient été reçus par le British Museum. La sous-espèce a disparu vers 1850, mais cette date n'est pas très précise. En effet, des oiseaux du continent ont été introduits après la disparition de la sous-espèce insulaire (et peut-être même lorsque les derniers oiseaux de Tasmanie étaient encore en vie avec des possibilités d'hybridation). L'histoire de l'introduction d'émeus en Tasmanie n'est pas suffisamment documentée pour permettre une datation plus précise de la disparition de la sous-espèce. On ne sait pas avec certitude si le dernier émeu vu en liberté en 1865 et le dernier spécimen mort en captivité en 1873 étaient de cette sous-espèce. Les spécimens du British Museum ont été mal entreposés en 1906 et on ne les a pas retrouvés. Une troisième peau, conservées à Francfort, s'est avéré être d'une autre espèce (Steinbacher, 1959).